# تأين

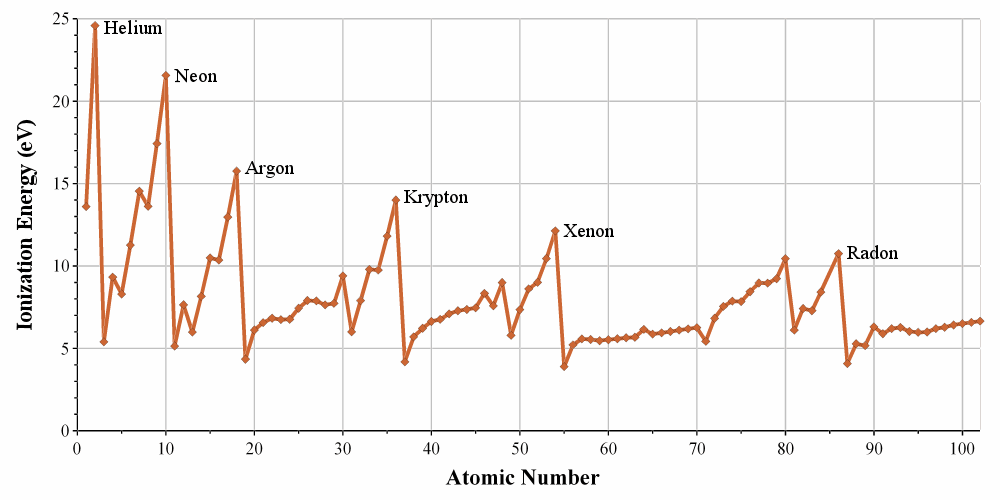
طاقة التأين للعناصر المعتدلة.

تعرف عملية التأين (مرادفات) على أنها العملية الفيزيائية لأجل تحويل الذرة أو الجزيء إلى أيونات بإضافة أو إزالة جسيمات مشحونة مثل الالكترونات أو أيونات أخرى وفي كثير من الأحيان جنباً إلى جنب مع التغيرات الكيميائية الأخرى.
هذه العملية تختلف بشكل طفيف اعتماداً على طبيعة الأيون فيما إذا كان ينتج شحنة كهربائية موجبة أم سالبة. فينتج أيون مشحون شحنة موجبة عندما يمتص إلكترون مرتبط إلى الذرة (أو الجزيء) طاقة كافية تمكنه من الهرب من مجال الجذب الكهربائي الذي كان يثبته في مكانه، بحيث يكسر الإلكترون ارتباطه وينطلق حراً. ويطلق على مقدار الطاقة اللازمة لهذه العملية اسم طاقة التأين. أما الأيون المشحون بشحنة سالبة فينتج عندما يتحد بإلكترون حر مع الذرة أو الجزيء وبالتالي يتم ضمه داخل مجال الجذب الكهربائي ومطلقاً طاقة فائضة.
غالباً تقسم عملية التأين إلى نوعين: التأين المتسلسل، والتأين غير المتسلسل.